# Johannes Schilling

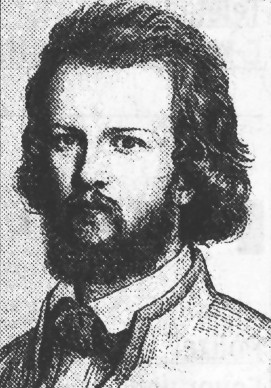
Johannes Schilling

Johannes Schilling, Altersporträt

Johannes Schilling (* 23. Juni 1828 in Mittweida; † 21. März 1910 in Klotzsche bei Dresden) war ein deutscher Bildhauer.

## Leben

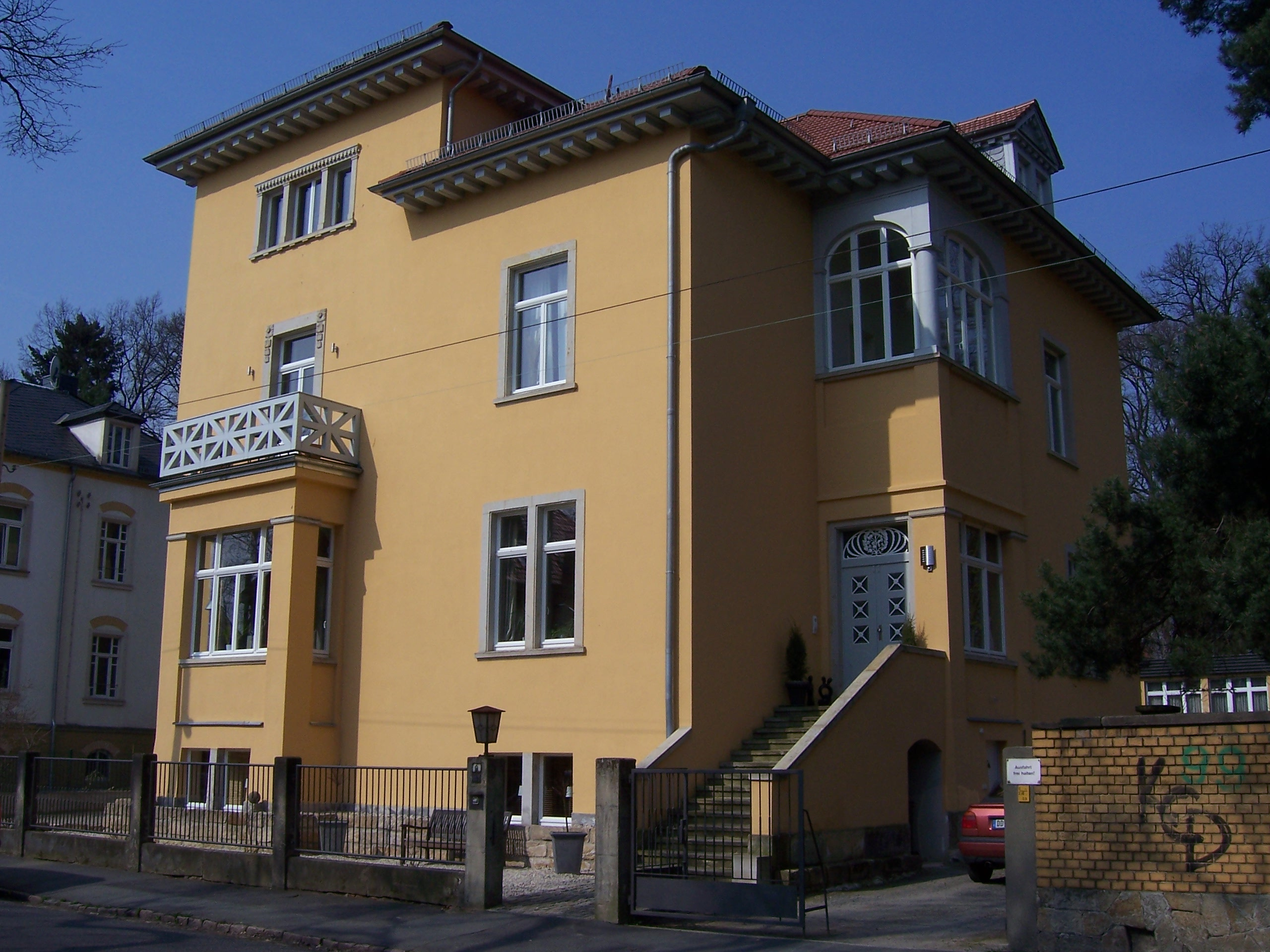
Wohnhaus Johannes Schillings von 1900 bis 1910 auf der Goethestraße in Dresden-Klotzsche

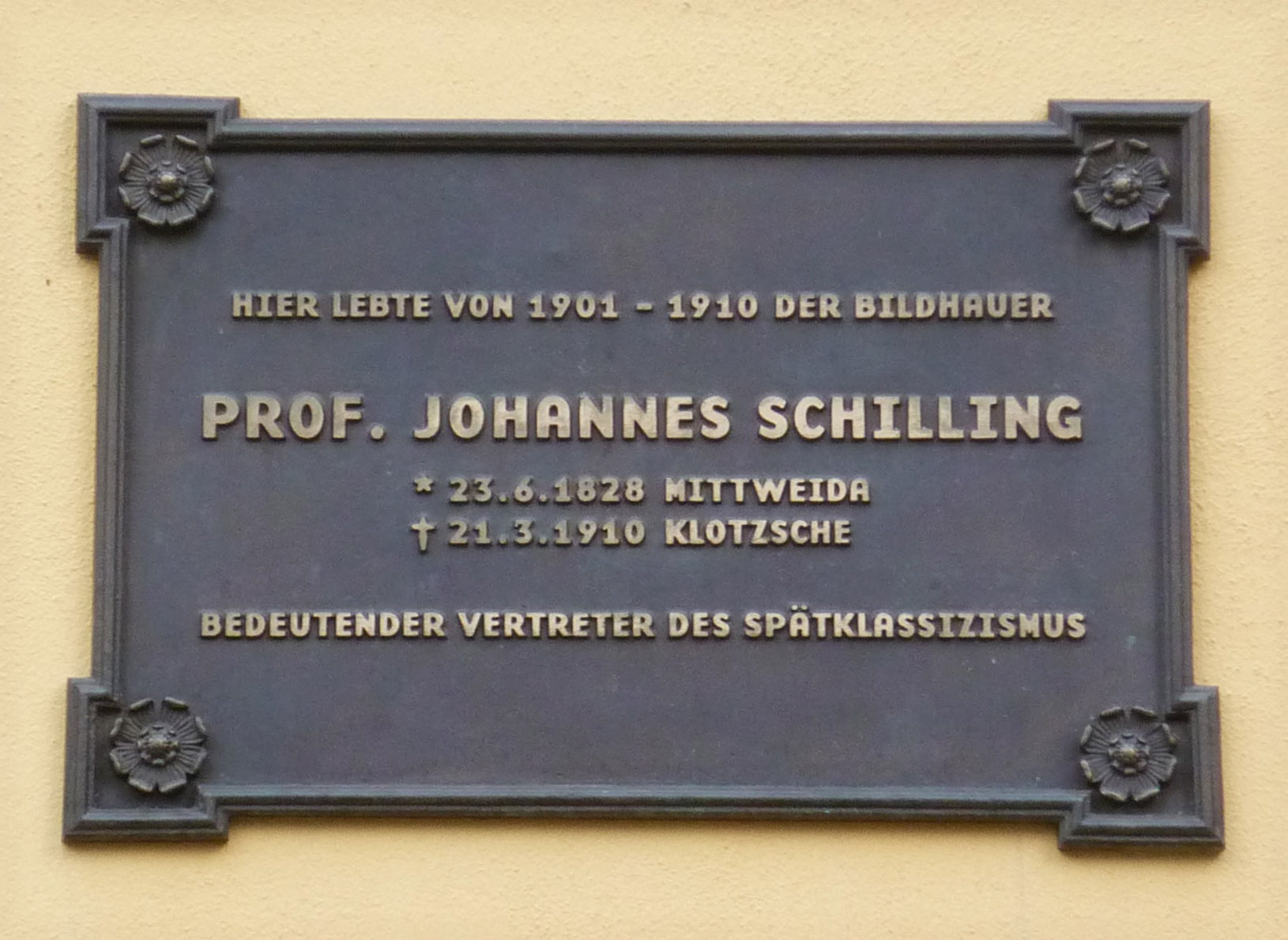
Gedenktafel am ehemaligen Wohnhaus in Dresden-Klotzsche, Goethestr. 9

Johannes Schilling wurde 1828 als fünftes Kind des Prokuristen Julius Schilling und der Anna Schilling, geb. Praße, in Mittweida geboren, er stammt somit aus der adligen Familie Schilling. Die Eltern gingen bereits ein Jahr nach seiner Geburt nach Dresden, wo Johannes Schilling aufwuchs. Mit sechs Jahren besuchte er die Privatschule Böttchers am Altmarkt und kam mit 14 Jahren an die Kunstakademie in Dresden, wo ihn unter anderem Karl Gottlieb Peschel im Zeichnen unterrichtete. Nach dem Studium wurde er 1845 einer der Meisterschüler des Bildhauers Ernst Rietschel und wirkte fünf Jahre in dessen Atelier im Brühlschen Gartenpavillon. In den Jahren 1851 und 1852 hielt sich Schilling in Berlin auf, wo er von Christian Daniel Rauch und Johann Friedrich Drake unterrichtet wurde.
Im Jahr 1852 kehrte er nach Dresden zurück und arbeitete und lernte bis 1854 im Atelier des Bildhauers Ernst Julius Hähnel. Anschließend ging er auf eine Forschungsreise nach Rom, von der er 1856 zurückkehrte. Im Jahr 1857 richtete sich Schilling in Dresden sein eigenes Atelier ein und nahm erste Aufträge unter anderem für Bauten Gottfried Sempers an. Im selben Jahr heiratete Johannes Schilling in Dresden Louise Isidora Arnold, die Tochter des Verlegers Ernst Sigismund Arnold. Aus dieser Ehe stammen unter anderem Rudolf Schilling, der Architekt und Mitinhaber der Baufirma Schilling & Graebner, und Katharina Susanna Schilling, die spätere Ehefrau des Chemikers Arthur Hantzsch. Aus seiner zweiten Ehe mit Minna Auguste Natalie Neubert entstammte der Schriftsteller und Historiker Heinar Schilling.
Im Jahr 1861 bekam Johannes Schilling den Auftrag für die Gestaltung der Treppe der Brühlschen Terrasse, die im Jahr 1868 fertiggestellt wurde. Die aus Sandstein gefertigte Figurengruppe Vier Tageszeiten wurde 1908 durch Bronzegüsse ersetzt, die Originale befinden sich heute am Schlossteich in Chemnitz. Die Vier Tageszeiten wurde für Johannes Schilling der Durchbruch als Bildhauer. Zahlreiche weitere Aufträge folgten, die ihn durch ganz Europa führten. Zentrale Werke entstanden auch in Dresden, wo Schilling unter anderem die Quadriga der Semperoper und das Reiterstandbild für König Johann von Sachsen schuf.
In Dresden wurde Johannes Schilling 1868 als Professor an die Kunstakademie berufen, an der er bis kurz vor seinem Tod lehrte. Zu seinen Schülern zählten Carl Schlüter, Jakob Otto Schweizer und George Simonds. Bereits zu Lebzeiten wurde um 1888 auf der Pillnitzer Straße in Dresden ein nach Plänen seines Sohnes Rudolf errichtetes Schilling-Museum eröffnet, das zu den Städtischen Sammlungen gehörte und in dem Gipsmodelle und Entwürfe Johannes Schillings ausgestellt waren. Das Museum wurde 1945 zerstört. Einen Teil seines künstlerischen Nachlasses vererbte er seiner Geburtsstadt Mittweida mit der Auflage, ein eigenes Schilling-Museum zu errichten. Dies wurde jedoch durch den Ersten Weltkrieg nicht realisiert. Erst im Jahr 2005 erfüllte sich nach fast 100 Jahren sein Vermächtnis durch das Schilling-Haus in seiner Geburtsstadt. Johannes Schilling zählt zu den Künstlern, die in der letzten Gruppe des 1907 in seiner jetzigen Form fertiggestellten Fürstenzugs in Dresden dargestellt werden.
Johannes Schilling starb 1910 in Klotzsche, heute ein Stadtteil von Dresden, und wurde auf dem Trinitatisfriedhof beerdigt. Später erfolgte seine Umbettung nach Meißen-Zscheila in das Schillingsche Familiengrab in der Gruft der dortigen evangelischen Kirche.

## Werk (Auswahl)

### Bildwerke

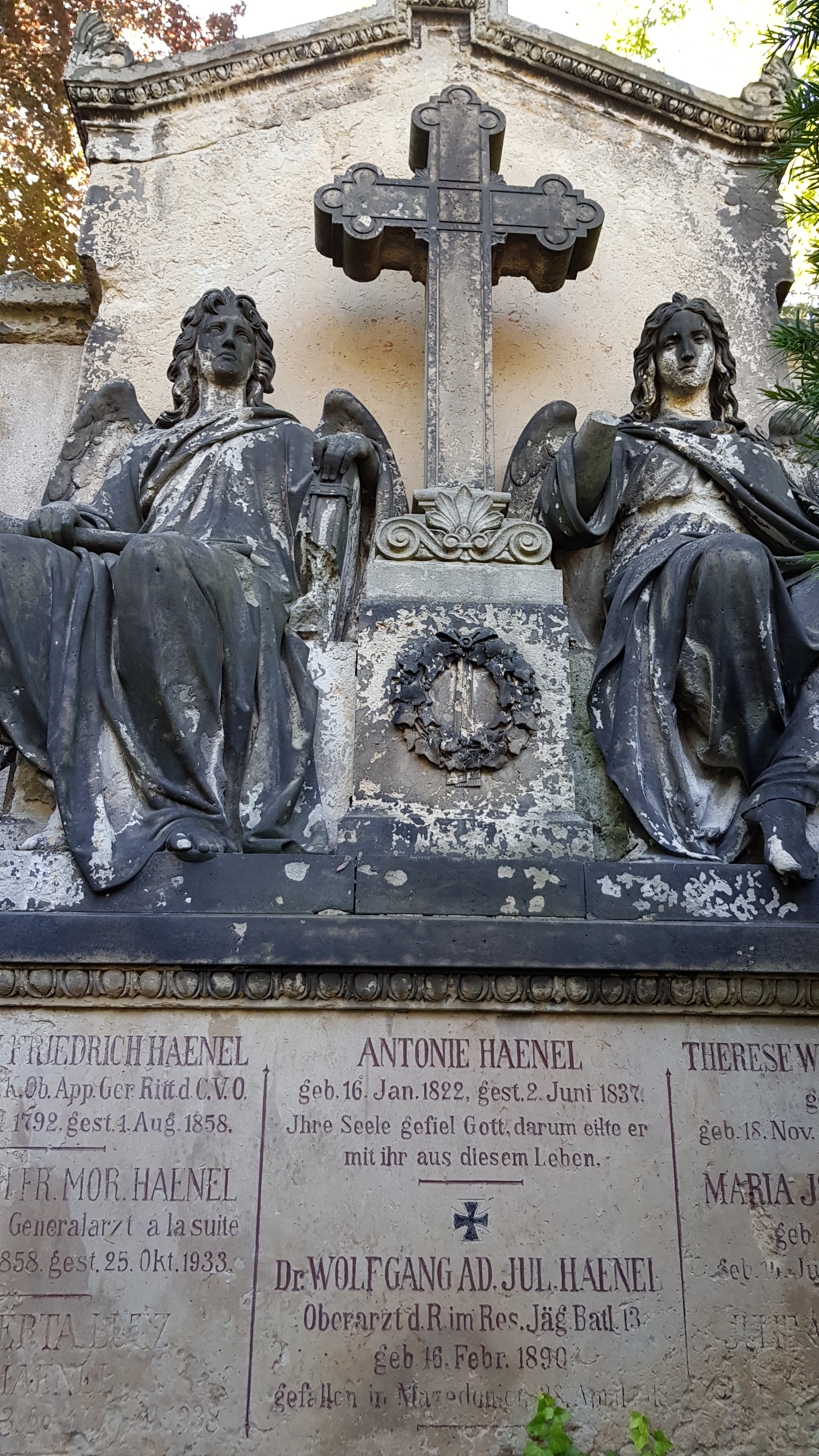
1860: Gerichts- und Friedensengel am Kreuz, Grabdenkmal für Fam. Dr. Haenel, Innerer Neustädter Friedhof Dresden
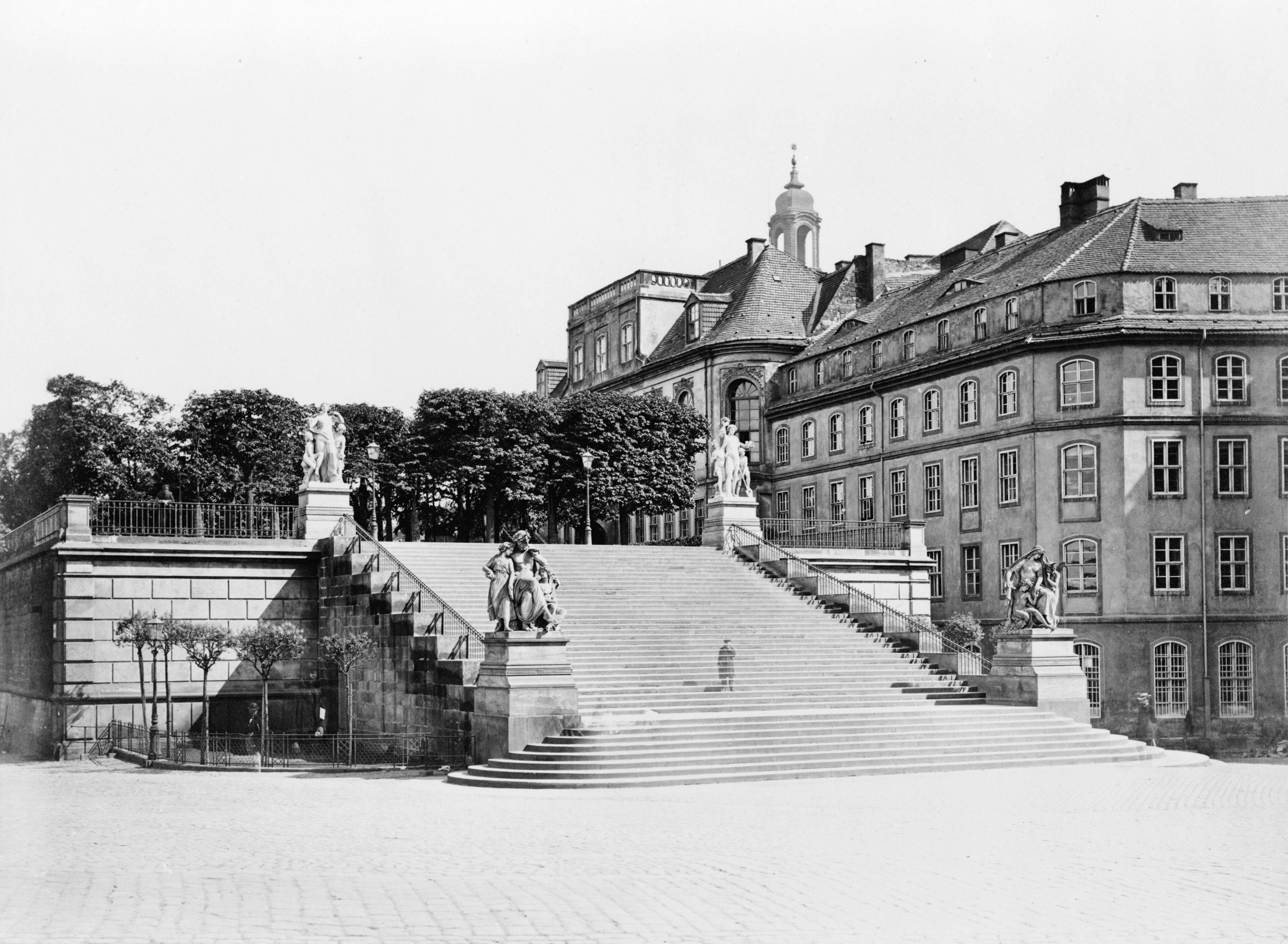
1861–1868: Die Vier Tageszeiten an der Brühlschen Terrasse in Dresden
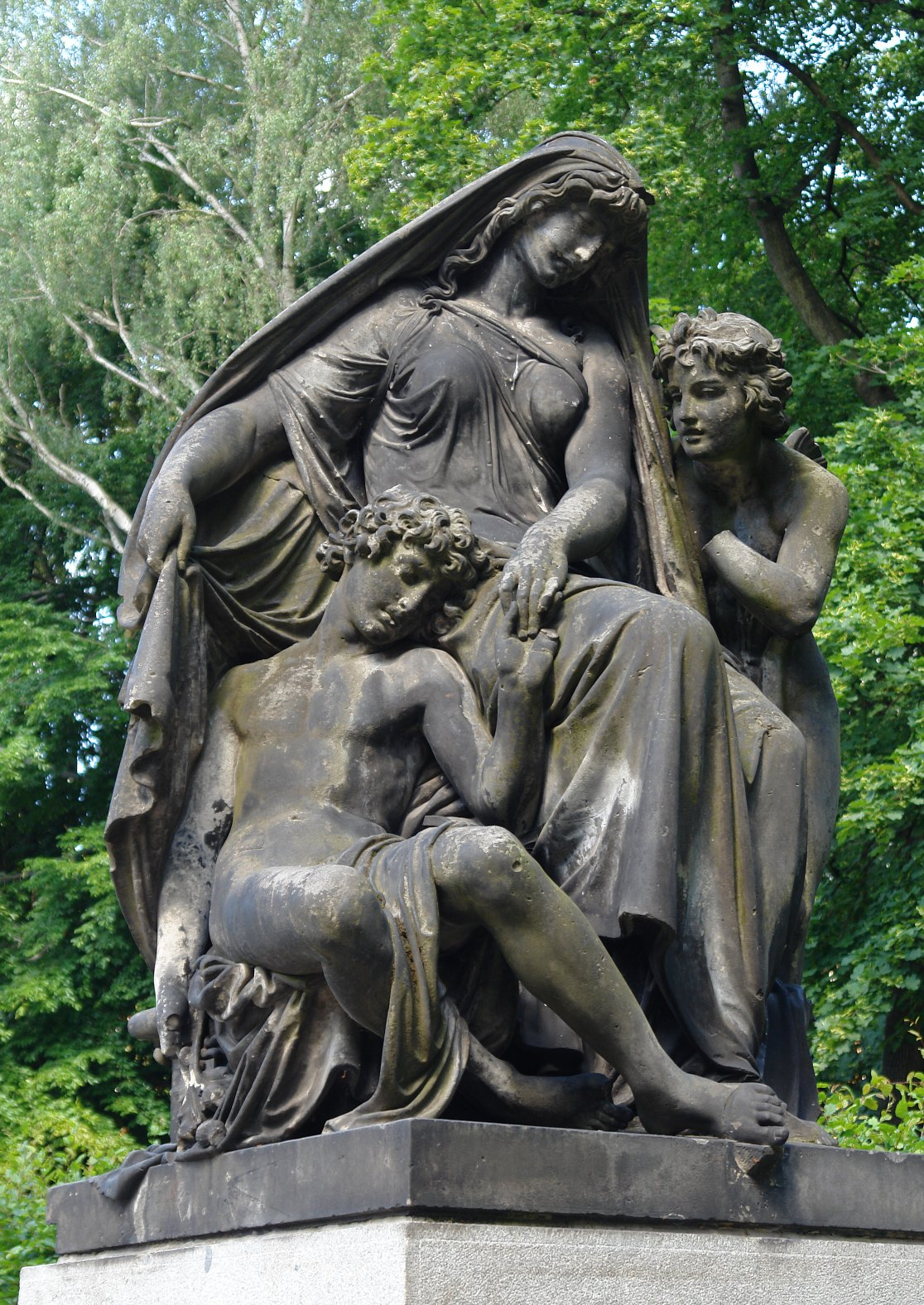
1868: Die Sandsteinfigur Nacht aus der Gruppe Vier Tageszeiten
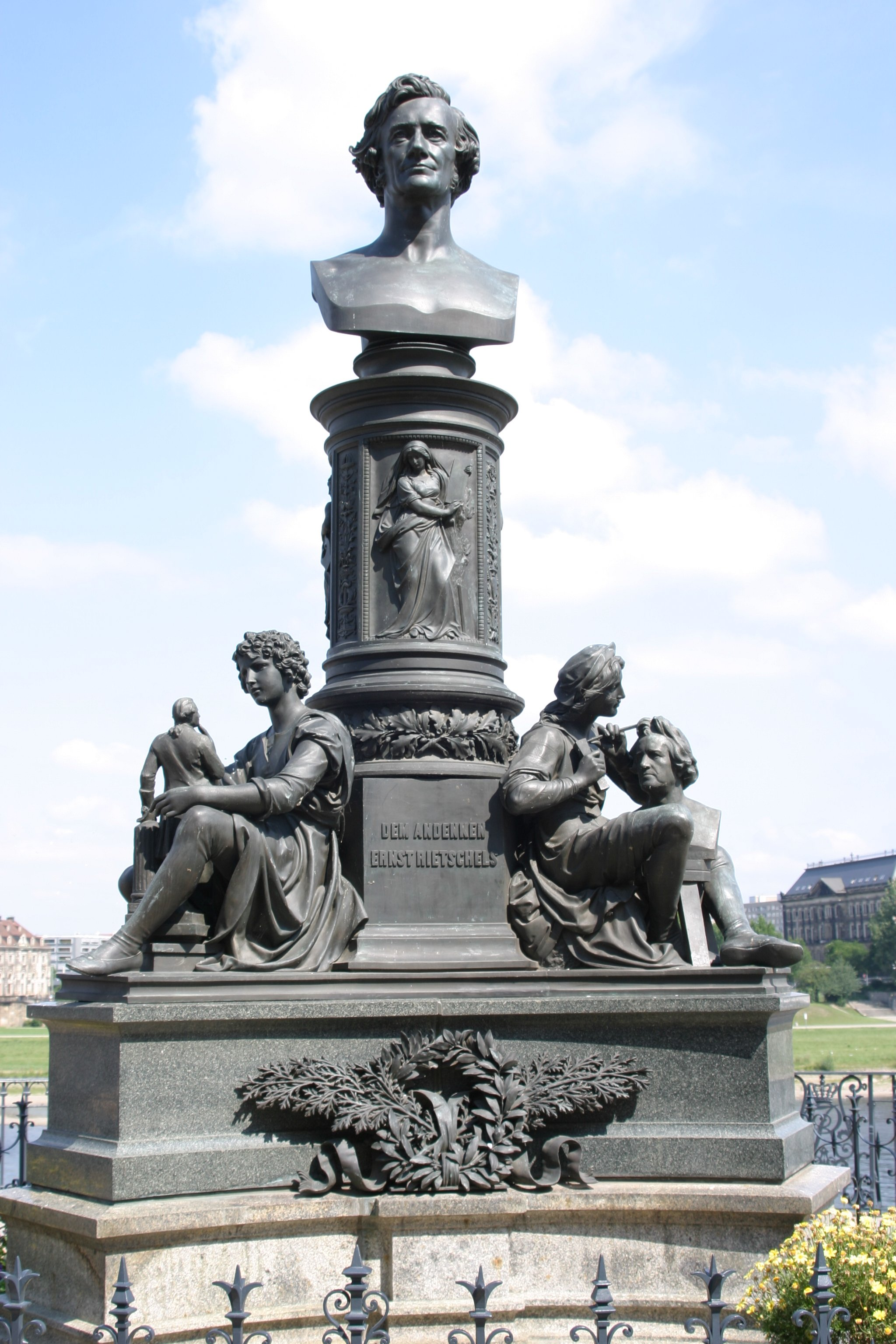
1868–1876: Ernst-Rietschel-Denkmal auf der Brühlschen Terrasse in Dresden
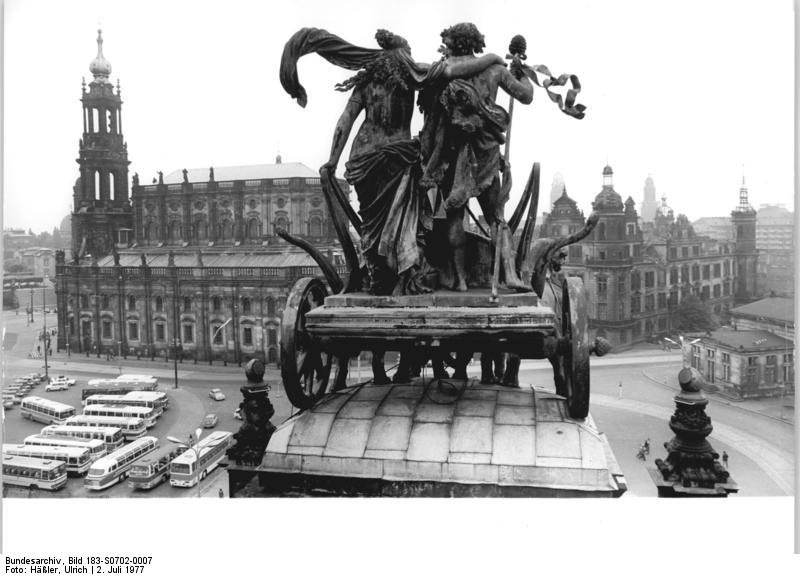
1871–1877: Panther-Quadriga auf der Semperoper auf dem Theaterplatz in Dresden
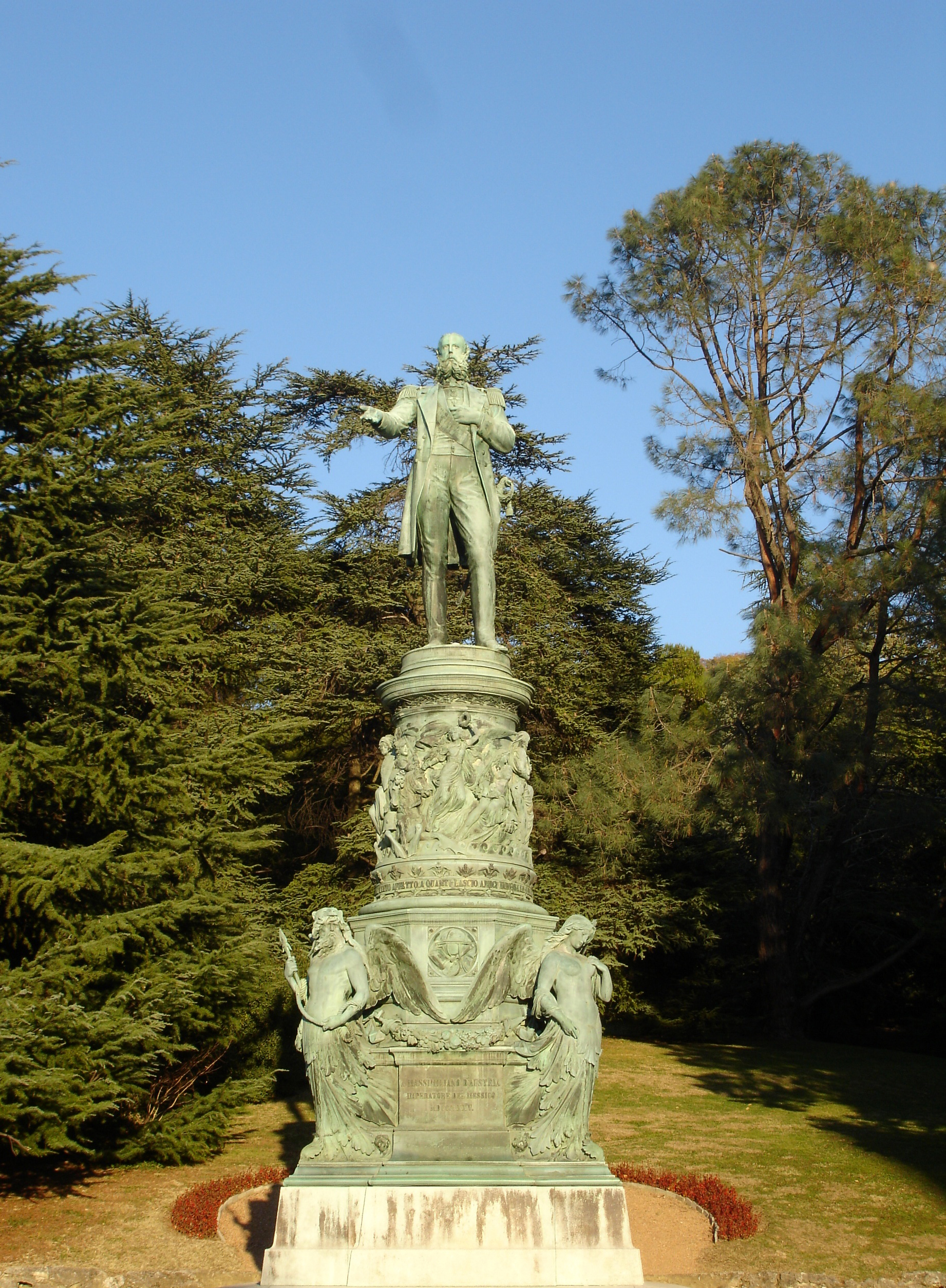
1870–1875: Erzherzog Ferdinand Maximilian-Denkmal im Park von Miramare bei Triest
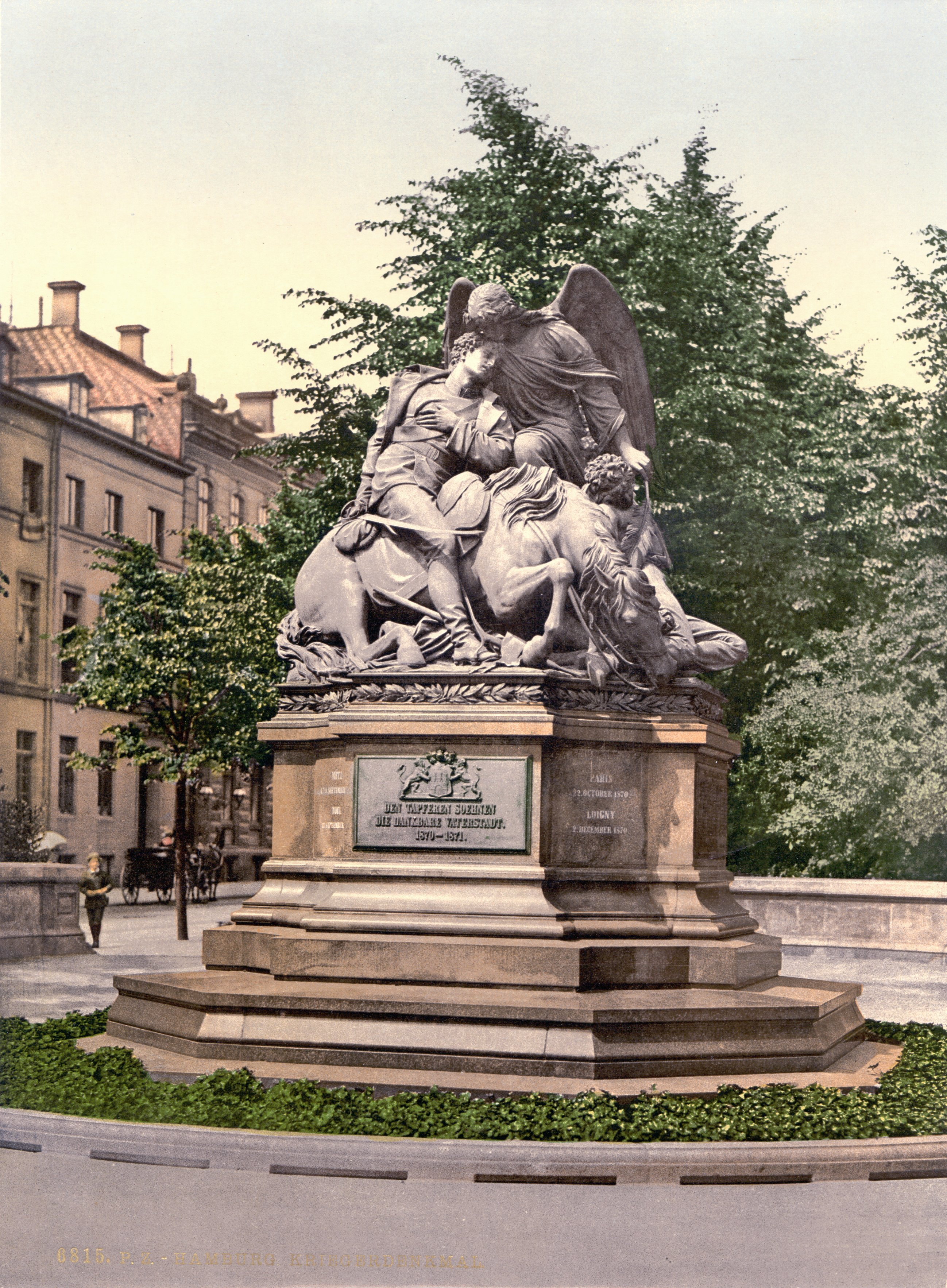
Bis 1877: Kriegerdenkmal 1870/71 des 2. Hanseatischen Infanterie-Regiments No. 76, aktueller Standort: Hamburg-Rotherbaum
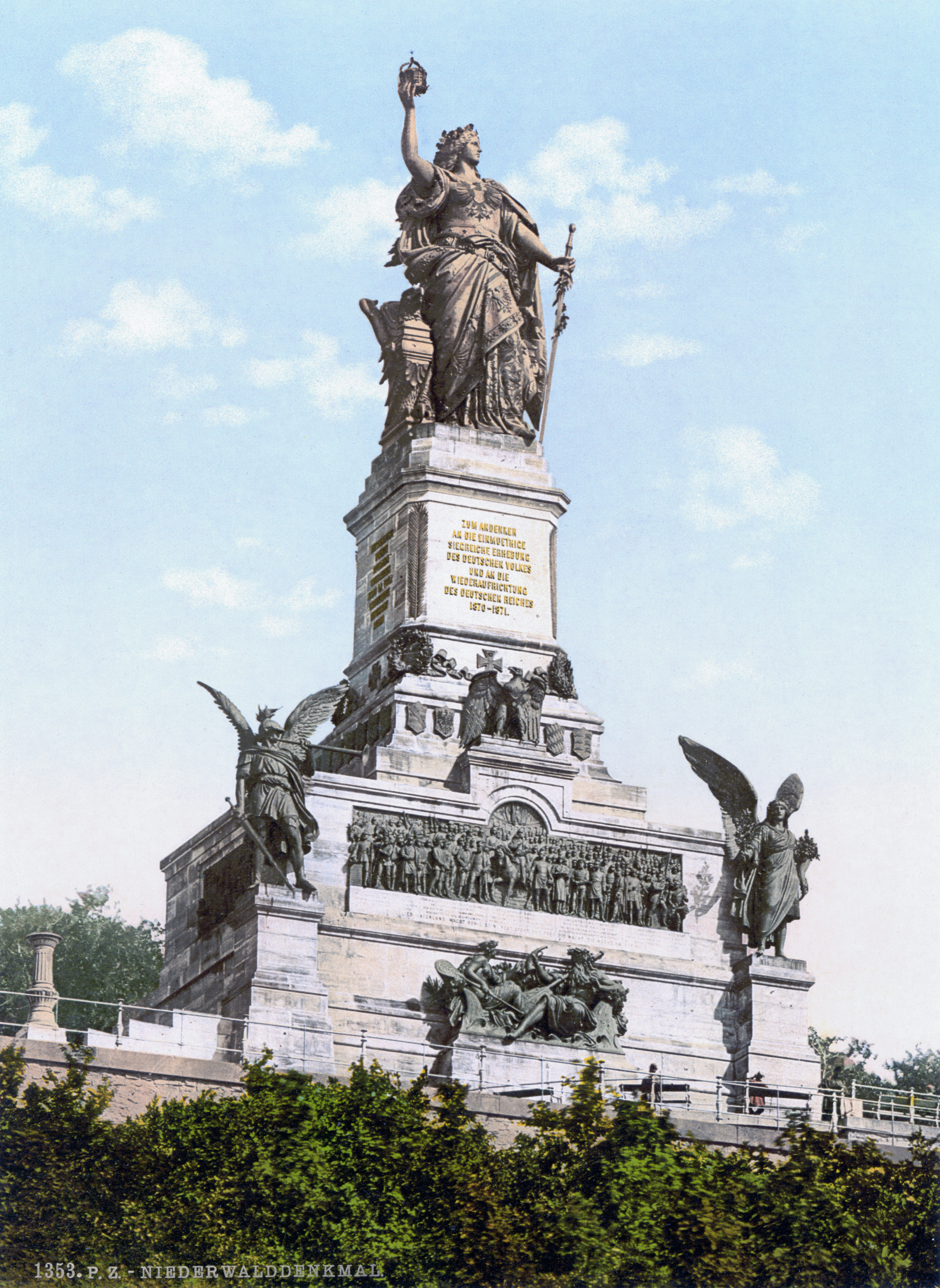
1877–1883: Niederwalddenkmal. Schillings jüngere Tochter Clara soll das Modell für die Germania gewesen sein.
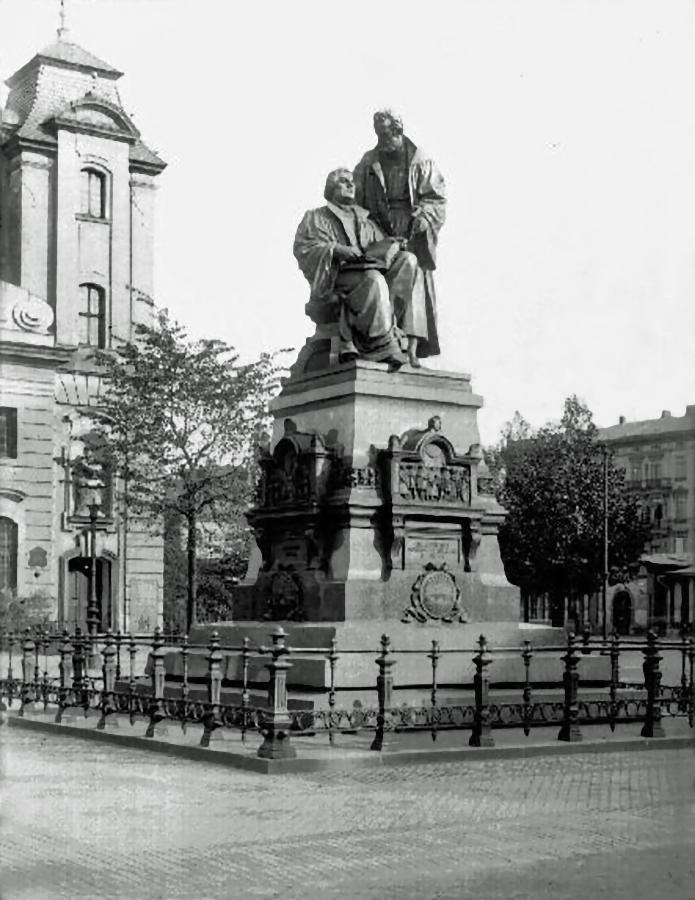
1882–1883: Reformationsdenkmal in Leipzig
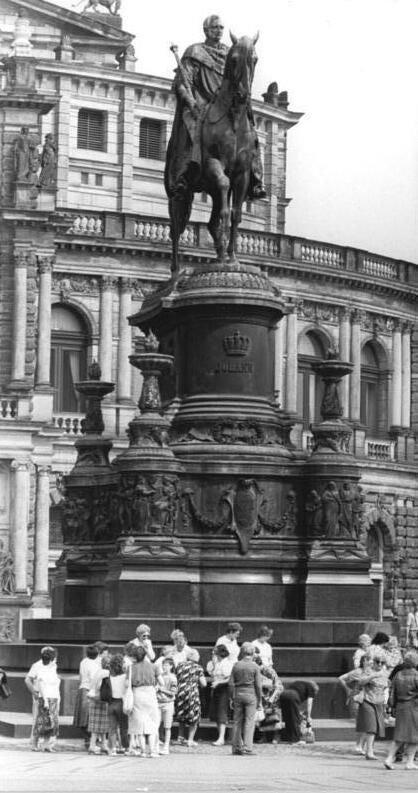
1882–1889: Reiterstandbild für König Johann von Sachsen
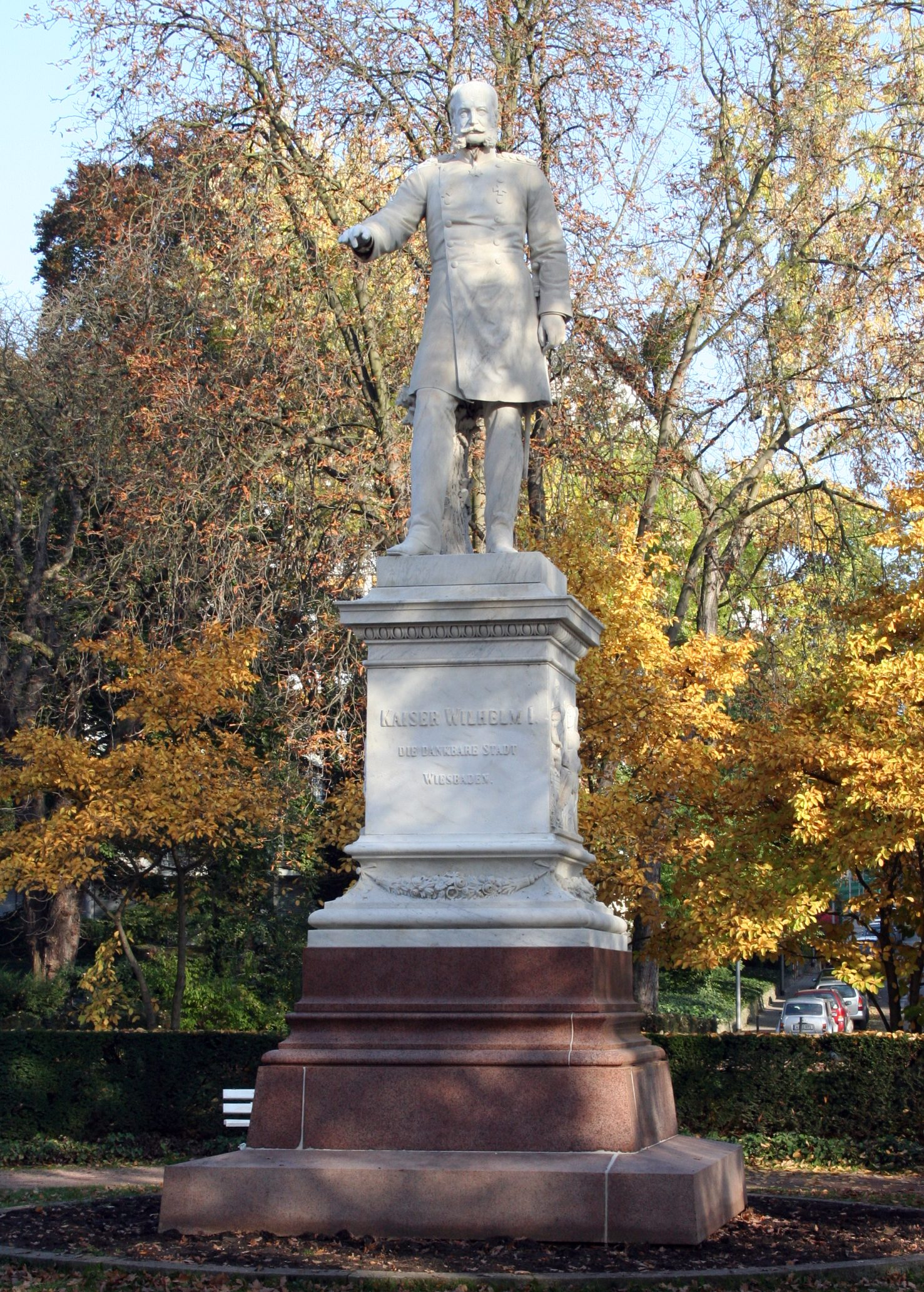
1888–1894: Denkmal für Kaiser Wilhelm I. in Wiesbaden
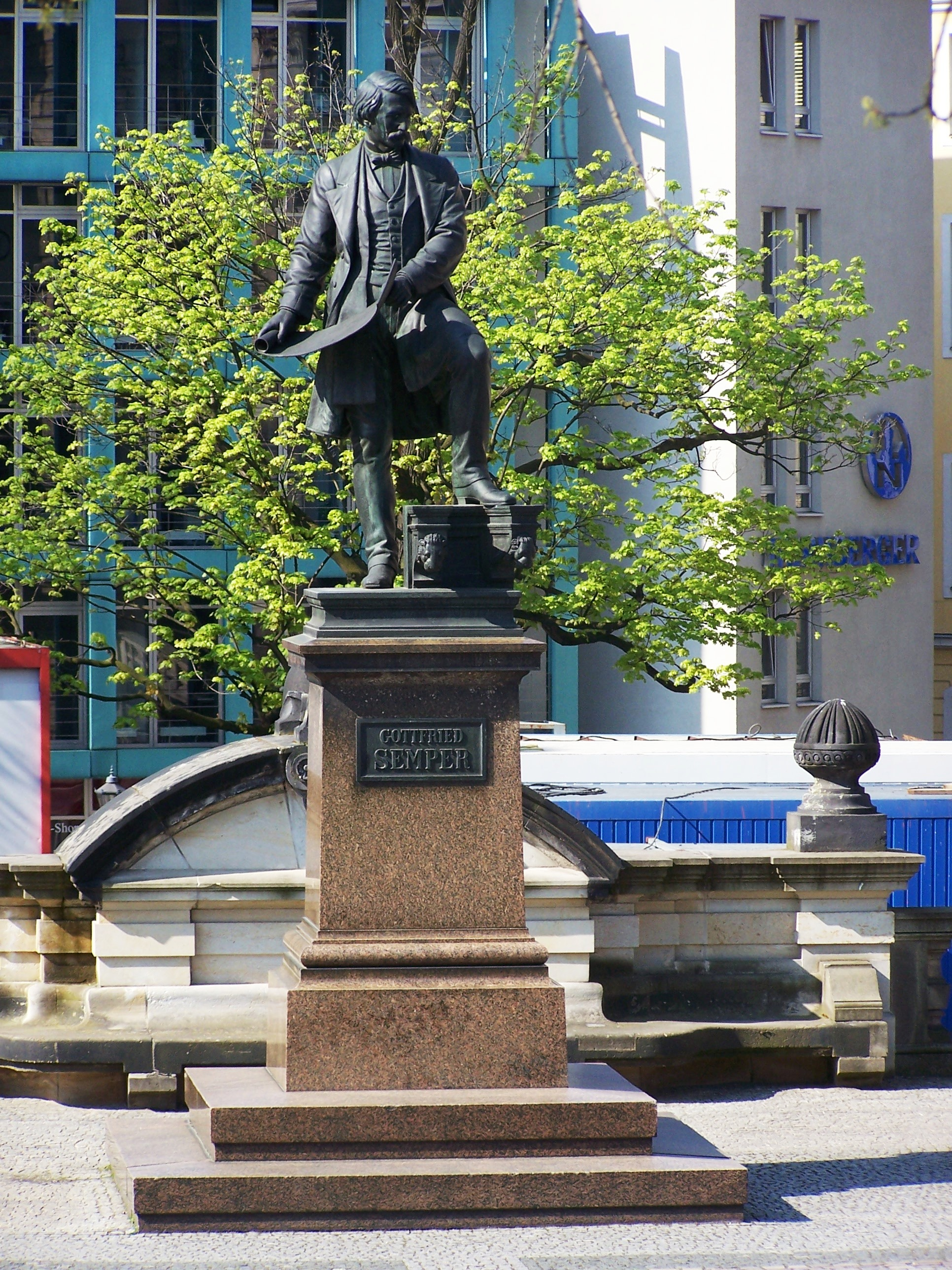
1891/92: Gottfried-Semper-Denkmal auf der Brühlschen Terrasse in Dresden
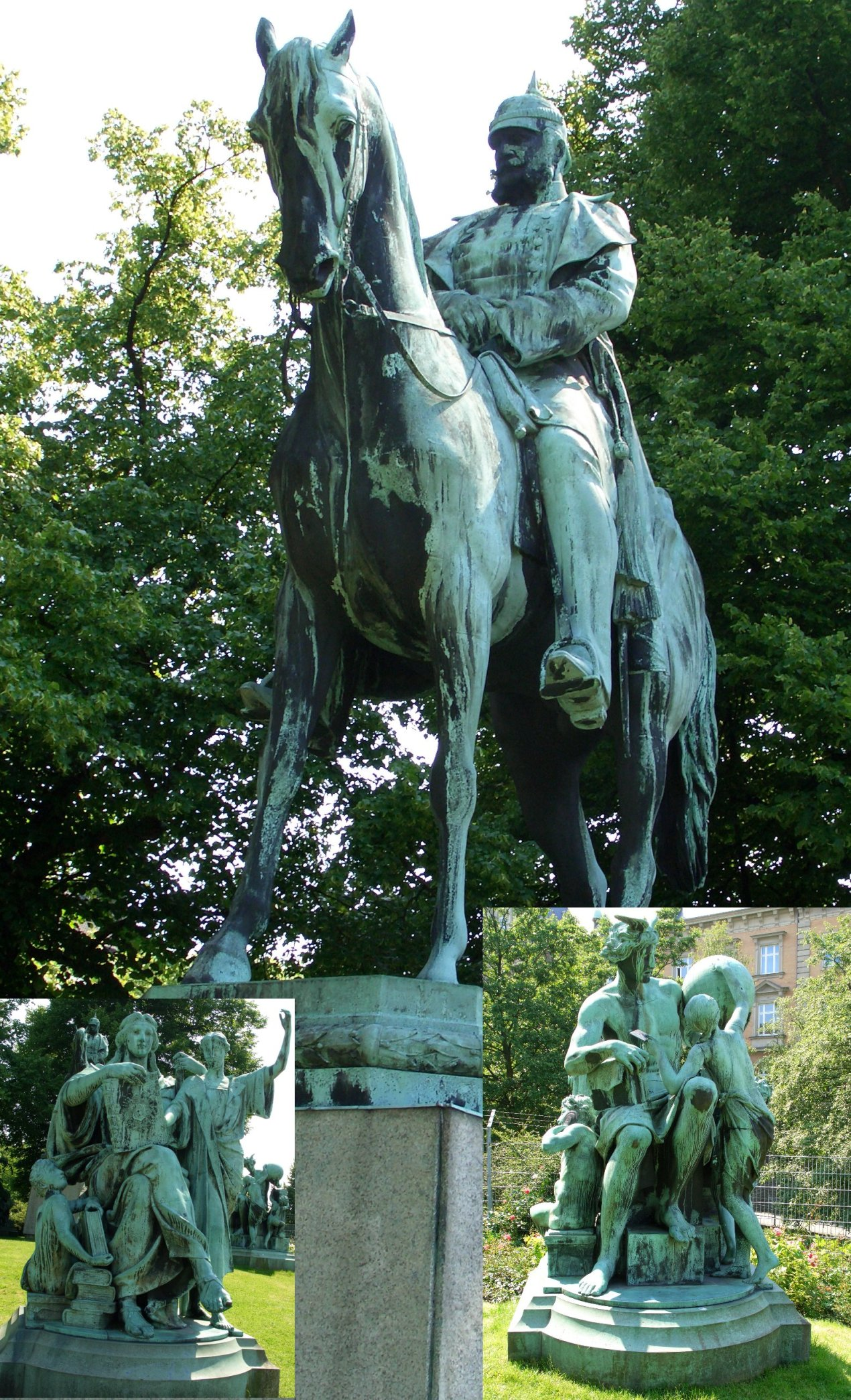
1897–1903: Kaiser-Wilhelm-Denkmal in Hamburg, 1930 verlegt nach Planten un Blomen
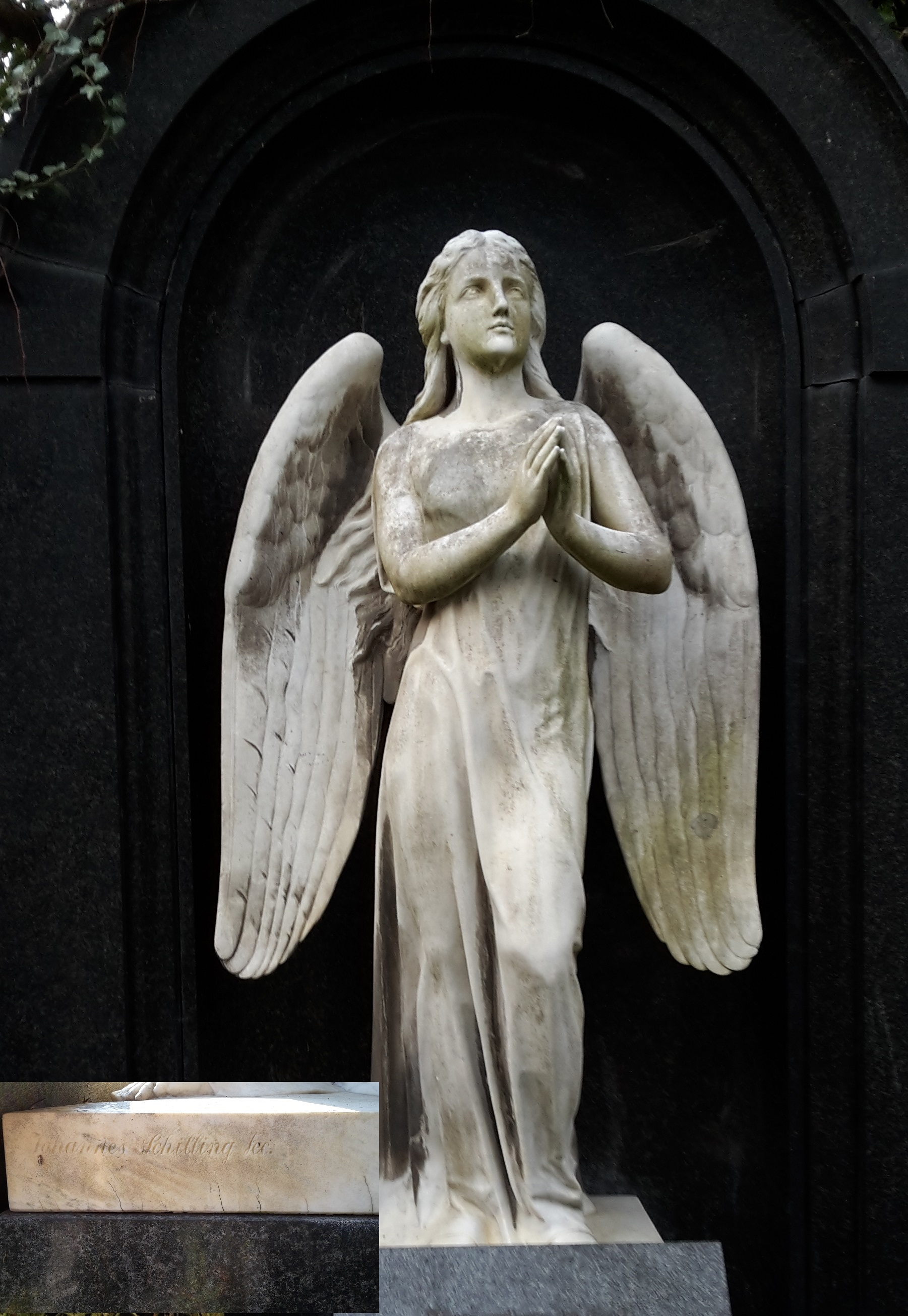
Um 1900: Marmor-Engel für Grabmal Naumann auf dem Taucherfriedhof Bautzen
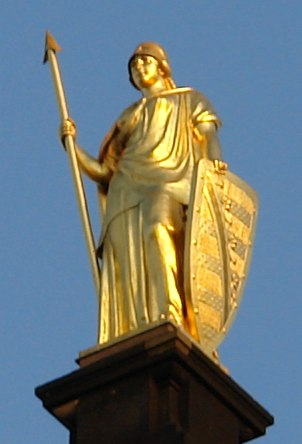
1905: Saxonia auf dem Sächsischen Ständehaus in Dresden

Johannes Schilling lieferte zudem den Entwurf für das Standbild Friedrich Schillers auf dem Schillerplatz in Wien, der von Franz Pönninger ausgeführt wurde. Werke wie die Denkmäler für den Fürsten Bismarck (1899–1901, Gotha) oder für König Albert von Sachsen (1900–1903, Crimmitschau) existieren nicht mehr. Johannes Schilling schuf auch zahlreiche Grabplastiken, wie zum Beispiel die für Franz Ludwig Gehe und Richard Hartmann; insgesamt schuf Schilling rund 280 Plastiken in Deutschland, Österreich, Frankreich und Italien. Seine Christusstatue aus dem Jahr 1859 befindet sich in der Christuskirche in Klotzsche. Im Jahr 1996 wurden über 1000 Zeichnungen durch die Erben Johannes Schillings als Dauerleihgabe dem Kupferstichkabinett Dresden übergeben.

### Schriften
- Johannes Schilling: Künstlerische Sehstudien. Voigtländer, Leipzig 1906, Neuauflage 2010

## Auszeichnungen (Auswahl)
- 1864: Ehrenmitglied der Königlichen Kunstakademie Dresden
- 1867: Ehrenmitglied der Königlichen Kunstakademie München
- 1874: Bayerischer Maximiliansorden für Wissenschaft und Kunst
- 1877: Ehrenbürger der Stadt Mittweida
- 1883: Ehrenbürger der Stadt Dresden
- 1882: Pour le Mérite für Wissenschaft und Kunst
- 1889: Komturkreuz II. Klasse des königlich sächsischen Verdienstordens